# 제26회 세자르상
제26회 세자르상은 2001년 2월 25일에 열린 시상식이다. 2000년 프랑스 최고의 영화에 수여되는 시상식으로 2001년 2월 24일 파리 샹젤리제 극장에서 열렸다. 이 행사는 다니엘 오퇴유가 의장을 맡았고 에드워드 베어가 사회를 맡았다. '타인의 취향'이 최우수 작품상을 수상했다.

## 수상 및 후보

### 작품상
- 타인의 취향 - 아네스 자우이 수상

### 감독상
- 당신의 영원한 친구 해리

### 남우주연상
- 세르히 로페스 - 당신의 영원한 친구 해리

### 여우주연상
- 도미니크 블랑 - 스탠드바이

## 같이 보기
- 제73회 아카데미상
- 제54회 영국 아카데미 영화상
- 제13회 유럽 영화상